# Diocèse de Toulon
Pour le diocèse actuel couvrant le département du Var et héritier du diocèse de Fréjus ayant existé du IVe siècle à 1790, consulter l'article Diocèse de Fréjus-Toulon.
Le diocèse de Toulon est un ancien diocèse français dans la province ecclésiastique d'Arles supprimé en 1790. Il est remplacé par le diocèse de Fréjus-Toulon.